# Borijevo
Borijevo (macedónul: Бориево) település Észak-Macedóniában, a Délkeleti körzet Boszilovói járásában.

## Népesség
| Lakosok száma | 439  | 536  | 681  | 754  | 793  | 853  | 889  | 926  | 742  |
|               | 1948 | 1953 | 1961 | 1971 | 1981 | 1991 | 1994 | 2002 | 2021 |

2002-ben 926 lakosa volt, akik közül 925 macedón és 1 egyéb nemzetiségű.